# Гонсалес Ольгин, Диего
Дие́го Гонса́лес Ольги́н (исп. Diego González Holguín; 1560, Эстремадура, Испания — 1618, Лима) — испанский священник, иезуит, лингвист-исследователь языка кечуа колониальной эпохи Перу.
Как миссионер он прибыл в Перу в 1581 году и 25 лет изучал язык индейцев кечуа в городе Куско. В 1607 он опубликовал в Лиме свою Грамматику и искусство общего языка Перу и спустя год издал Лексику общего языка всего Перу, первый словарь диалекта куско языка кечуа.

## Биография
Родители Диего Гонсалеса не упоминаются в хрониках, однако, он принадлежал к наиболее знатным семьям города Касерес (Cáceres) — Обандо, Солис (los Solís), Ольгины (los Holguines) или Гольфины (Golfines), воинственных и богатых сеньоров Эстремадуры.
У него было три брата: Педро Гонсалес, знаменитый проповедник в Кастилии; Генерал Гонсало де Солис, губернатор в Санта-Крусе де ла Сьерра (в Чаркас), и Дон Антонио Гонсалес, который был Верховным Главой Совета Индий с 1584 по 1602 и Оидором Аудиенции Новой Гранады. Брат Гонсало де Солис именовался как Гонсало де Солис де Ольгин-и-Бесерра. Этих фамилии достаточно, чтобы определить знатность рода, к которому принадлежал иезуит. Говорят, что он был родственником Дона Хуана де Овандо, президента Совета Индий. Из эстремадурских генеалогических сведений можно заключить, что его ветвь шла от Дона Диего Гонсалес Мехиа, сеньора Лориана, и Доньи Марии де Овандо, сестры знаменитого индейского губернатора Дона Николас де Овандо, Командора Ларес и великого сеньора эпохи Католических Королей.
Отпрыск Солис-Овандо совсем молодым был послан ко Двору под протекцией своего родственника Лиценциата Дона Хуана де Овандо. Он рекомендовал его Университету Алькала-де-Энарес, где будущий лингвист получил стипендию и был обучен классическим и восточным языкам. Также он должен был изучать там библейские тексты, став впоследствии выдающимся знатоком Библии. Из Алькала он перешёл в Институт Лойолы, куда был принят в 1569 году Главой ордена провинции Кастилия Отцом Мануэлем Лопесом.
В 1581 году была организована иезуитская миссия для отправки в Перу, доверенная Отцу Бальтасару де Пиньяс, прокуратору перуанской провинции. Вместе с ним в путешествие отправились также послушники монахи Лудовико Бертонио и Диего де Торрес Больо (при его непосредственном участии в 1603 году была издана первая и единственная в истории католической церкви Папская булла не на латыни, а на языке кечуа), и Санто Торибио де Могровехо. Все ставшие затем знаменитыми лингвистами, изучавшими индейские языки кечуа и аймара.
Сначала его местом назначения был город Куско, потом его перевели в Хули, где он работал вместе с Лудовико Бертонио, готовившего первые грамматику и словарь языка аймара (язык). Там он прожил до 1586 года, после чего был переведен в Кито — центр наречия Чинчасуйу. В Кито он пробыл 4 года. В Южное Перу Ольгин вернулся в 1600 году, чтобы занять должность ректора Общества в Чукисаке (Chuquisaca), после чего был назначен Главой Резиденции в Хули (Juli) вплоть до 1607, когда Отец Диего де Торрес Больо переводит его в Провинцию Парагвай, чтобы основать новый дом Общества Иисуса. В этот момент в Лиме выходят две его знаменитые работы Грамматика и Лексика.
В Парагвае он был Главным Комиссаром Инквизиции и защитником индейцев против ревизора Франсиска Альфаро. Из Парагвая он перебрался в Чили, где известно, что Ольгин выступил за упразднение принудительного труда индейцев и предложил, вместе с Отцом Диего де Торрес Больо, чтобы Общество освободило всех угнетенных. В 1615 он последовал за Отцом Торрес Больо в Ректорат Колледжа Асунсьона до тех пор, пока тот не послал его в Резиденцию Мендосы в качестве его Главы, где и умер в 1618 году.

## Произведения
Известно четыре его произведения. Два — теологического характера:
- «Tratado sobre los privilegios de los indios», под редакцией Франсиско дель Канто, 1608,
- «Pláticas sobre las Reglas de la Compañía» неизданный манускрипт, хранящийся в Библиотеке Лимы.

И две лингвистических работы:
- «Gramática y arte de la lengua general del Perú llamada Qquichua o lengua del Inca» (Lima, 1607)
- «Vocabulario de la lengua general del Perú llamado Qquichua o del Inca» (Lima, 1608)